# Albugnano

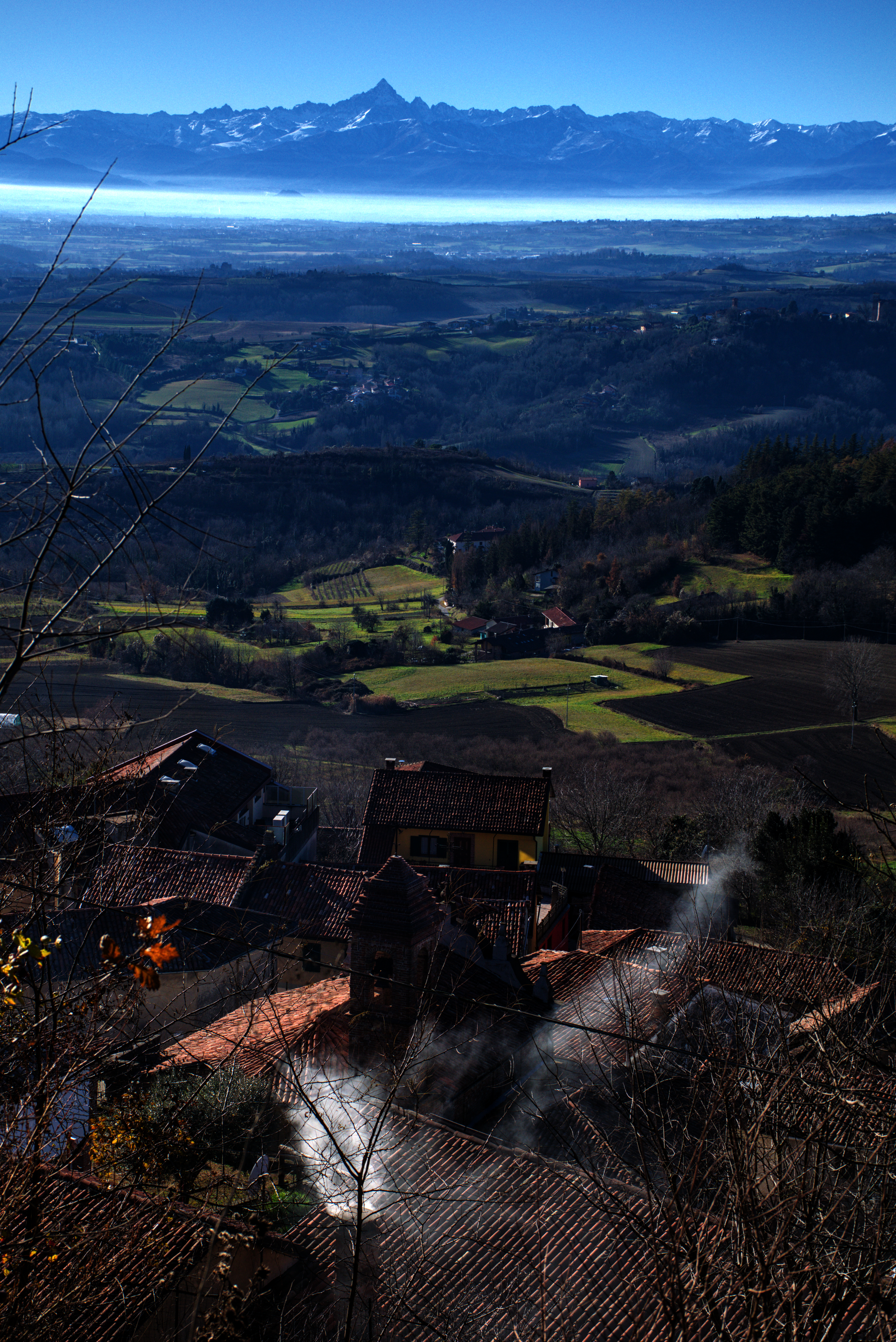
Veduta verso il Monviso dal Belvedere

Albugnano (Albugnan o Arbunan in piemontese) è un comune italiano di 522 abitanti della provincia di Asti in Piemonte.
Viene definito il "balcone del Monferrato", sia per la sua altitudine, sia per il vasto panorama che offre dal suo famoso Belvedere, punto più elevato dell'intero territorio monferrino.

## Geografia fisica
Situato nel basso Monferrato, con la casa comunale a 549 metri di altezza sul livello del mare, fra il Rio Nevissano a ovest e il Rio Meisina a est, si sviluppa su una superficie di 950 ettari dominando con le sue belle case padronali settecentesche gran parte di quest'area viticola.
Viene definito il "balcone del Monferrato", sia per la sua altitudine, sia per lo stupendo panorama che offre, dal quale si possono ammirare verdi boschi e vigneti, innumerevoli paesi e villaggi non essendo la vista limitata che dalla catena montuose all'orizzonte, che spaziano dalle Alpi Marittime fino alle Alpi Cozie. A breve distanza corre la strada statale Asti-Chivasso.

## Origini del nome
L'origine del toponimo, attestato fin dal 1290, viene fatta risalire al prediale derivato dal nome Albinius, o Albonius o anche Albucius. Tuttavia la menzione di una Vallis Albignana del XII secolo potrebbe anche far pensare ad una origine del termine dalla conformazione fisica del terreno di colore biancastro, dal latino Albus.

## Storia
Le colline di Albugnano sono ricche di fossili che gli agricoltori ritrovano spesso durante l'aratura. In seguito a ritrovamenti archeologici, risulta che queste terre erano già abitate ai tempi della dominazione romana, forse dai patrizi di quel grande impero, abitanti di Augusta Taurinorum, che avevano su questi colli le loro ville. Il paese fu dominato dai Marchesi del Monferrato che lo circondarono di mura, ma venne assediato e conquistato dagli astigiani nel 1292, e reso ai monferrini l'anno successivo.
Le fortificazioni vennero restaurate nel 1320 durando fino al XVI secolo, quando vennero distrutte dai francesi ad opera del maresciallo Brissac. Oggi di tali opere militari non rimane più traccia.
La storia si intreccia con quella dell'abbazia di Vezzolano, quasi sempre titolare dei diritti sul territorio del comune, diritti gradualmente passati sotto l'egida delle famiglie feudatarie a cominciare dai signori di Brozolo nel 1002. La sovranità sul territorio passò ai Savoia a partire dal XVII secolo, venendo infeudato ai Benso prima, poi ai Gonteri ed infine ai Serra. In seguito divenne feudo dei canonici di Vezzolano fino al 1800, anno in cui l'ente venne soppresso dal governo napoleonico.
A inizio '900 nel paese di Albugnano soggiornò la regina Margherita di Savoia, a cui venne intitolata l'omonima via del centro storico.

### Simboli
Lo stemma e il gonfalone del comune di Albugnano sono stati concessi con decreto del presidente della Repubblica del 21 novembre 1996.
Stemma
Gonfalone
Lo stemma del paese è visibile anche nel trittico posto sull'altare di Vezzolano, dove si trova la statua di Carlo VIII di Francia. Lo scudo rosso era l'arma dei Paleologi di Monferrato, protettori di Vezzolano, mentre i tre gigli furono concessi da Carlo VIII quale riconoscimento per l'ospitalità ricevuta. Nel suo viaggio in Italia egli fu accolto a Torino, Chieri ed Asti dove dovette fermarsi alcuni mesi per malattia, per proseguire per Pavia. Carlo VIII ritornò a Chieri nel 1495, ospite dei Solaro. Secondo la tradizione, in questa occasione visitò Vezzolano e concesse i tre gigli per le cure del canonico cerusico erborista di Vezzolano che l'aveva guarito durante il precedente soggiorno ad Asti.

## Monumenti e luoghi d'interesse
- La chiesa parrocchiale di San Giacomo Maggiore, edificata dal XV secolo, si presenta attualmente con una facciata ottocentesca. All'interno conserva tele di Guglielmo Caccia detto il Moncalvo e un paliotto in scagliola dei Solari
- In direzione Berzano San Pietro, all'incrocio di quattro vie, nel recinto del cimitero si trova la romanica chiesa di San Pietro, anticamente definita de fenestrella. Edificata verso la fine dell'XI secolo e ristrutturata nei vari decenni sino ad oggi, era anticamente la parrocchiale di Albugnano e tale rimase fino al XVI secolo. Successivamente fu gestita dai frati. L'abside, quasi intatta, è suddivisa in tre campi, ciascuno dotato di una piccola finestra ad arco, separati da due sottili colonne ornate di capitelli; la parte alta è decorata con intrecci viminei a nastri bisolcati, sotto i quali si imposta una teoria di archetti pensili i cui peducci sono tutti decorati
- Nel punto più alto del paese sorge il piazzale della Torre, oggi Belvedere Motta, così chiamato per l'antica presenza di una torre che apparteneva al castello espugnato nel 1401 dai mercenari guasconi, al servizio del Principe d'Acaia, i quali procedettero al suo definitivo smantellamento mentre ciò che ancora rimaneva della torre fu definitivamente distrutto nel 1861.
 Su questa spianata ombreggiata da alcuni cedri, sita a 553 m s.l.m. (punto più elevato del territorio comunale e di tutte le colline circostanti nonché del Monferrato) si gode di uno straordinario panorama a 270 gradi sul paesaggio monferrino. Nelle giornate più terse, con l'aiuto della tavola della rosa dei venti, si possono distinguere le principali montagne delle Alpi
- Il Belvedere coincide con il Parco della Rimembranza i cui cippi onorano i caduti albugnanesi delle due guerre mondiali; qui sono anche presenti i resti del celebre "olmo del ciabattino", albero secolare caro a Don Bosco, che a partire dal 1727 ha vegetato sino al 1980

### L'abbazia di Vezzolano

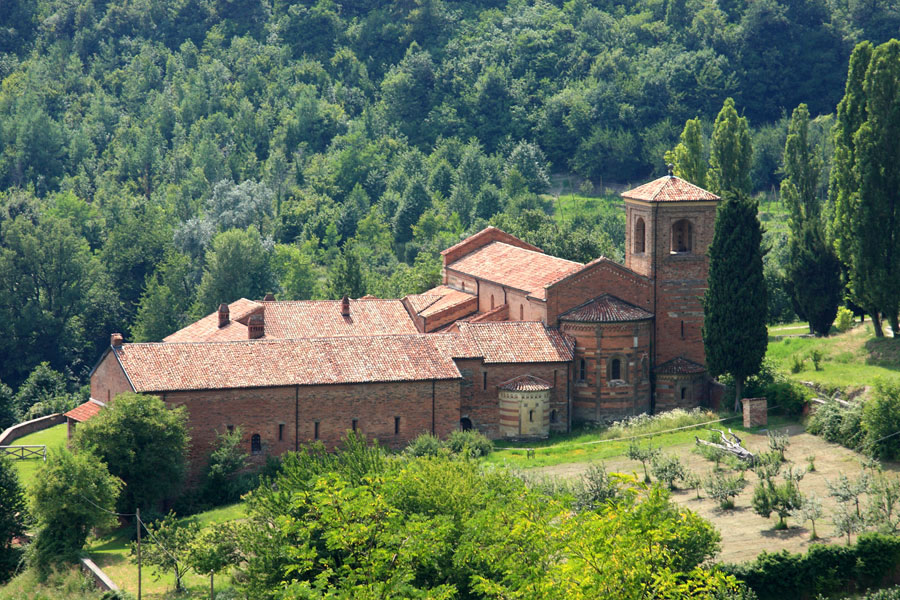
Abbazia di Vezzolano

La canonica di Santa Maria di Vezzolano, altissimo esempio dell'arte romanico-gotica, fondata il 27 febbraio 1095 tramite atto, è posta in una fresca conca coltivata e presenta uno stile architettonico fondato sulla bicromia di fasce alternate di mattoni e pietra arenaria. La facciata ospita statue e medaglioni di ceramica policroma. All'interno, originariamente a tre navate prima che quella destra venisse inglobata nel chiostro, è rimarchevole l'abside, riccamente decorata di bassorilievi policromi; il chiostro conserva affreschi di particolare pregio che rappresentano uno dei più interessanti cicli pittorici del Trecento piemontese.

## Società

### Evoluzione demografica
Abitanti censiti

### Etnie e minoranze straniere
Secondo i dati ISTAT al 31 dicembre 2009 la popolazione straniera residente era di 83 persone. Le nazionalità maggiormente rappresentate in base alla loro percentuale sul totale della popolazione residente erano:
- Romania 36 (6,45%)
- Perù 21 (3,76%)
- Polonia 7 (1,25%)
- Moldavia 7 (1,25%)
- Brasile 7 (1,25%)

## Cultura

### Eventi
Durante la seconda domenica di giugno viene celebrata la festa di Sant'Antonio da Padova per ricordare la fine, per intercessione del santo, di un'epidemia bovina avvenuta nel XVII secolo.
 Un corteo parte dalla parrocchiale che segue un carro trainato da buoi, avviandosi verso la Cappella di Sant'Antonio situata a circa un km dal paese in direzione sud-est. Durante la processione la marcia si interrompe per procedere a incanti allo scopo di raccogliere denaro per sostenere le spese della manifestazione, tra cui l'accompagnamento della banda musicale.

## Amministrazione

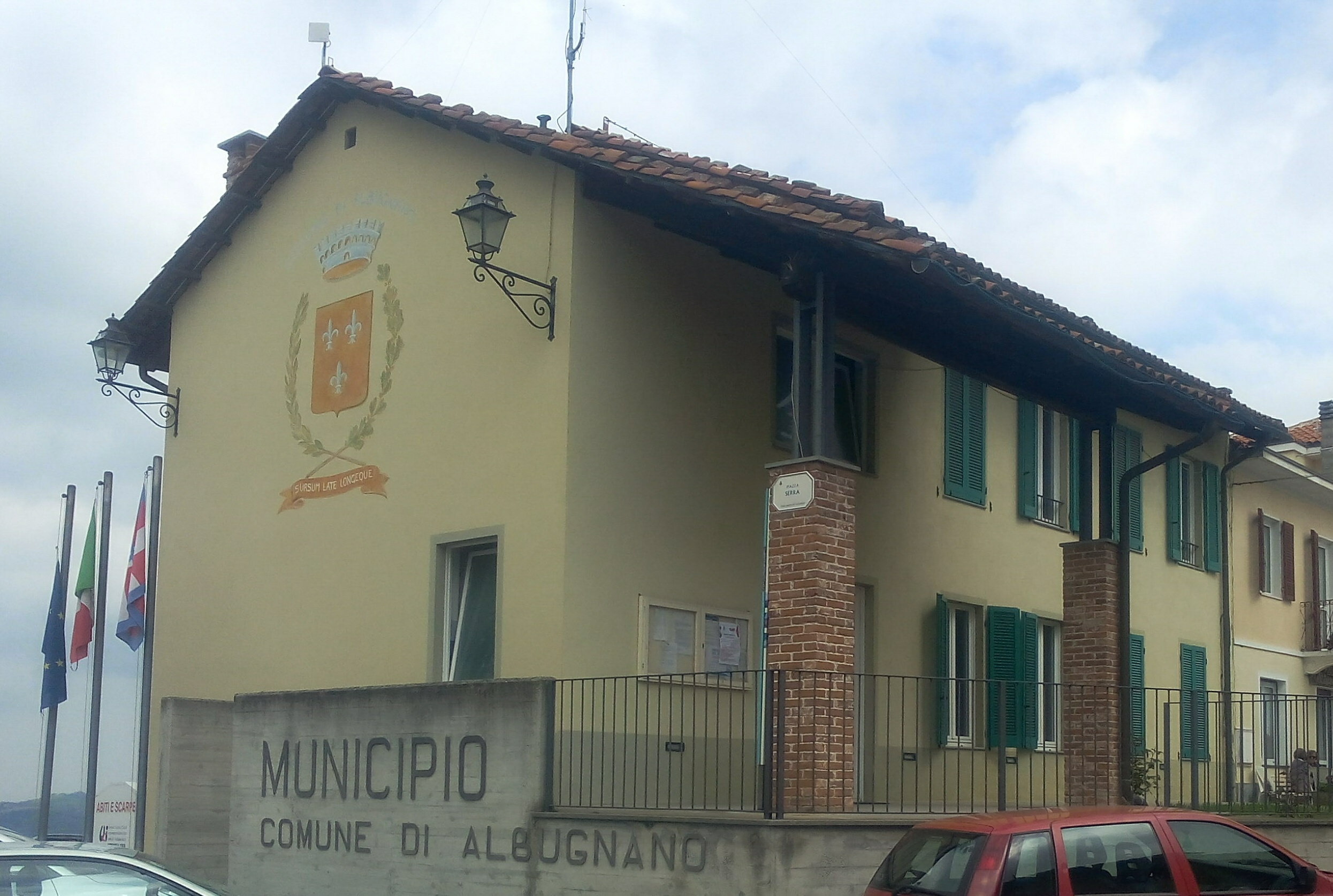
Il municipio

Di seguito è presentata una tabella relativa alle amministrazioni che si sono succedute in questo comune.
| Periodo          | Periodo          | Primo cittadino             | Partito                            | Carica  | Note  |
| ---------------- | ---------------- | --------------------------- | ---------------------------------- | ------- | ----- |
| 18 giugno 1985   | 8 giugno 1990    | Giuseppina Giachino         | Partito Socialista Italiano        | Sindaco | [ 7 ] |
| 8 giugno 1990    | 24 aprile 1995   | Dario Peila                 | Democrazia Cristiana               | Sindaco | [ 7 ] |
| 24 aprile 1995   | 14 giugno 1999   | Dario Peila                 | centro                             | Sindaco | [ 7 ] |
| 14 giugno 1999   | 14 giugno 2004   | Renato Delmastro            | lista civica                       | Sindaco | [ 7 ] |
| 14 giugno 2004   | 8 giugno 2009    | Renato Delmastro            | lista civica                       | Sindaco | [ 7 ] |
| 8 giugno 2009    | 26 maggio 2014   | Dario Peila                 | lista civica                       | Sindaco | [ 7 ] |
| 26 maggio 2014   | 26 maggio 2019   | Dario Peila                 | lista civica Insieme per Albugnano | Sindaco | [ 7 ] |
| 26 maggio 2019   | 11 novembre 2022 | Aurora Angilletta           | lista civica Albugnano in comune   | Sindaco | [ 7 ] |
| 12 novembre 2022 | 14 maggio 2023   | Commissario - Dott. Remotti | ----                               | Sindaco | ----- |
| 15 maggio 2023   | in carica        | Aurora Angilletta           | lista civica "ViviAmo Albugnano"   | Sindaco | [ 7 ] |

## Galleria d'immagini

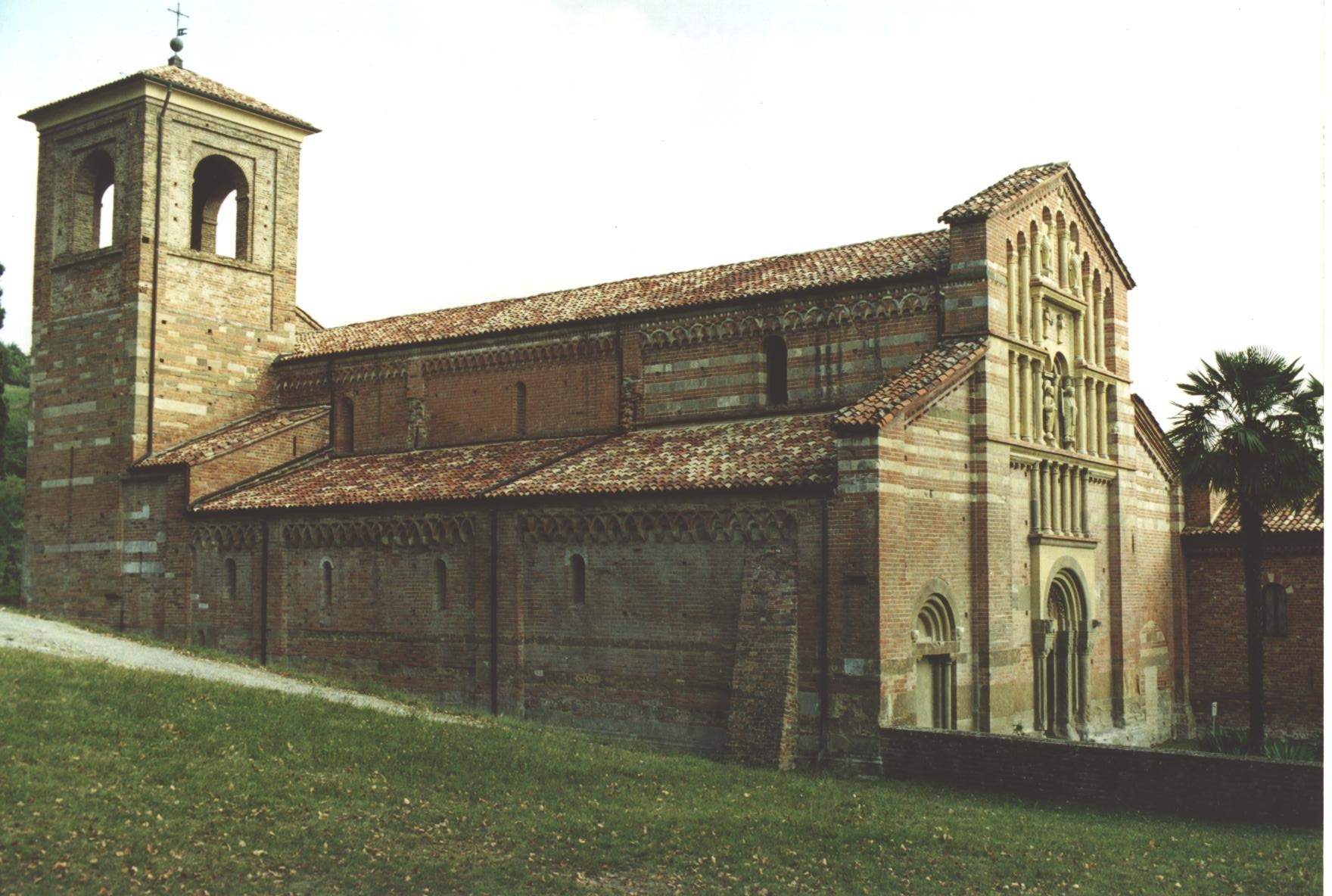
Santa Maria di Vezzolano Abbazia romanico-gotica
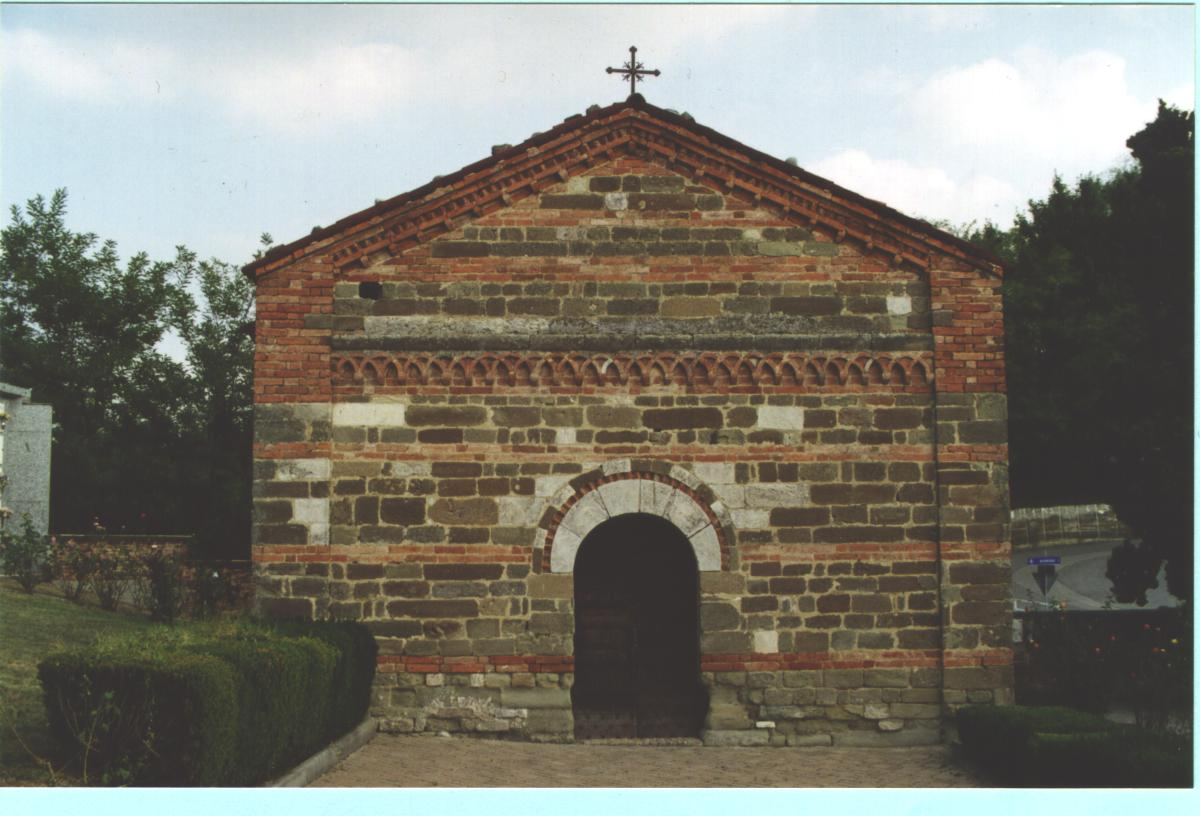
Chiesa romanica di San Pietro - Facciata
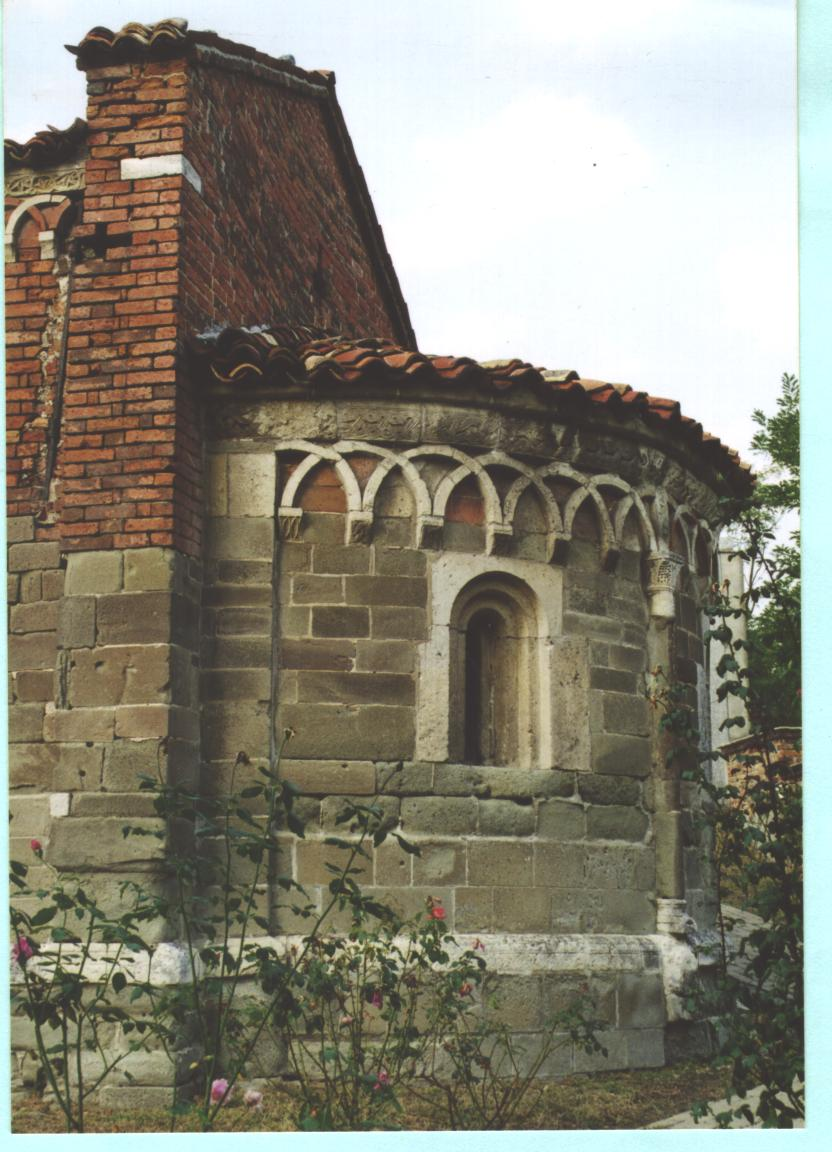
Chiesa romanica di San Pietro - Abside